# Эдмунд Вога
Эдмунд Вога (индон.  Edmund Woga CSSR, 26 сентября 1941 года, Индонезия) — католический прелат, епископ Веетебулы с 4 апреля 2009 года, член монашеской конгрегации редемптористов.

## Биография
29 ноября 1977 года Эдмунд Вога был рукоположён в священника. В 1985 году вступил в монашескую конгрегацию редемптористов.
21 декабря 1985 года Римский папа Бенедикт XVI назначил Эдмунда Вогу епископом Веетебулы. 16 июля 2009 года состоялось рукоположение Эдмунда Воги в епископа, которое совершил епископ Маумере Герульфус Херубим Парейра в сослужении с архиепископом Энде Викентием Сенси Потокотой и епископом Пандунга Иоанном Марией Трилаксянтой Пуджасумартой.